# 半七捕物帳
『半七捕物帳』 （はんしちとりものちょう） 是岡本綺堂的時代小說，捕物帳連作之嚆矢，多次改編成電視劇。

## 概要
明治時代，透過新聞記者「我」的訪問，昔日江戶的岡引在化政期～幕末期經歷許多難事件・珍事件的半七老人在茶席間講述成功經驗、失敗談作為小說的構成。一方面回顧舊幕時代的風俗，一方面追求探偵小說解謎樂趣的小說。作中的「捕物帳」類似町奉行所的御用部屋的當座帳，是書役筆記同心、与力報告的搜查記錄。
本作是近代日本時代小說・偵探小說草創期的傑作。1917年（大正6年），博文館的「文藝俱樂部」開始連載，經過中斷後，1934年（昭和9年）～1937年（昭和12年）在講談社的「講談俱樂部」發表短編68作。

## 影響
因為此作品的成功，在文學上確立以後融合時代小說和探偵小說的「捕物帳」，產生各種捕物帳，如野村胡堂『錢形平次捕物控』、佐佐木味津三『右門捕物帖』、橫溝正史『人形佐七捕物帳』、城昌幸『若樣侍捕物手帖』等。

## 電視劇
- 半七捕物帳（1953年）
- 半七捕物帳（1956年）
- 半七捕物帳（1966年）
- 半七捕物帳（1971年）
- 半七捕物帳（1979年）
- 怪談津の国屋 半七捕物帳（1984年）
- 半七捕物帳 十手無用の仮面舞踏会（1987年）
- 半七捕物帳（1992年）
- 新・半七捕物帳（1997年）

## 外部連結
- 『半七捕物帳01 お文の魂』：旧字旧仮名（页面存档备份，存于）（青空文庫）